# Albert Batet
Albert Batet i Canadell (Tarragona, 5 de marzo de 1979) es un político español. Alcalde de Valls desde 2008 hasta 2019, es diputado en el Parlamento de Cataluña en la X, XI, XII y XIII legislaturas.

## Biografía
Batet estudió Dirección y Administración de empresas por la Universidad de Barcelona y tiene un máster en Business Administration por el ESADE. Militante del Partido Demócrata Europeo Catalán (PDeCAT), antes lo fue de Convergencia Democrática de Cataluña hasta su disolución. Es alcalde de la localidad de Valls desde 2008, a raíz de la dimisión de su anterior alcaldesa, Dolors Batalla, habiendo revalidado la alcaldía tanto en las elecciones de 2011 como en las de 2015. Previamente había ocupado diferentes cargos como concejal del Ayuntamiento de Valls, capital de la comarca del Alto Campo, desde 2003, en concejalías como Planeamiento Urbanismo, Gobernación y Recursos Humanos o Hacienda y Finanzas.
En el periodo 2011-2015 fue vicepresidente de la Diputación de Tarragona y presidente del Patronato de Turismo de la Costa Dorada. Ha ocupado diferentes responsabilidades en el mundo del municipalismo: vicepresidente de la Asociación Catalana de Municipios; y en el mundo sanitario, pues es presidente del Hospital de Valls.

## Parlamento de Cataluña
Cabeza de lista por Tarragona de CiU en las Elecciones al Parlamento de Cataluña de 2012, fue nuevamente elegido en las Elecciones al Parlamento de Cataluña de 2015 dentro de la lista de Junts pel Sí. En las Elecciones al Parlamento de Cataluña de 2017 fue elegido diputado, esta vez con la lista de Junts per Catalunya, así como en las Elecciones al Parlamento de Cataluña de 2021, en las que volvió a ser cabeza de lista por Tarragona.